# Howard Beach (Queens)
Howard Beach es un vecindario en la parte suroeste del distrito de Queens de la ciudad de Nueva York. Limita al norte con Belt Parkway y Conduit Avenue en Ozone Park, al sur con Jamaica Bay en Broad Channel, al este con South Ozone Park, y al oeste con Brooklyn.
Howard Beach se encuentra en Distrito Comunitario 10 de Queens y su código postal es 11414. Está patrullado por la 106.ª comisaría de la policía de Nueva York. Políticamente, Howard Beach está representado por el distrito 32 del Ayuntamiento de Nueva York.

## Historia
Howard Beach fue fundada en 1897 por William J. Howard, un fabricante de guantes que operaba una granja de cabras de 150 acres (0,61 km²).
En 1897, decidió comprar más terrenos, construyendo dieciocho cabañas y un hotel, que operó hasta que fue destruido por un incendio en octubre de 1907. Poco a poco fue comprando más terrenos y formó Howard Estates Development Company en 1909. 
En 1914, ya tenía más de 500 acres (2 km²). Creó varias calles, tuberías de agua y de gas, y construyó casas que tenían un precio de entre USD 2500 y USD 5000.

## Demografía
Según los datos del censo de Estados Unidos de 2010, la población de Howard Beach era de 26 148 personas. Tiene una superficie de 595,61 hectáreas (5,95 km²) y una densidad de 17,8 habitantes por acre (11 400 por milla cuadrada; 4400 por km²).
Las razas de los habitantes del barrio era el 76,8% (20 069) blancos, el 16,8% (4399) era hispánico o latino, el 1,6% (413) afroamericano, el 0,1% (28) nativo americano, el 3,5% (923) era asiático, el 1,2% (311) de otras razas.
En 2017, los Ingreso familiar per cápita era de USD 73 891. En 2018, según una estimación según un informe del Departamento de Salud e Higiene Mental de la Ciudad de Nueva York, la población tenía una expectación de vida mediana de 81,7 años.

## Policía y criminalidad
Whitestone está patrullada por la 106.ª comisaría del NYPD. La 106.ª comisaría obtuvo el vigésimo sexto lugar de 69 áreas patrulladas más seguras por delitos per-cápita en el año 2010. En 2018, obtuvo una tasa de asalto no fatal de 32 por 100 000 personas, Mientras que la tasa de encarcelamiento es de 381 por 100 000 personas siendo más bajas comparadas con otras ciudades.
Según un informe de 2018, La tasa de criminalidad en Whitestone con respecto al año 1990 ha bajado en un 81,3%. En 2018, en el distrito sólo se informaron 6 asesinatos, 16 violaciones, 246 agresiones graves, 502 robos con intimidación, 183 robos y 97 robos de automóviles.